# Савруша
Савру́ша — река в России, правый приток Большого Кинеля протекает по Оренбургской и Самарской областям. По части реки проходит граница между регионами. Устье реки находится в 228 километрах от устья по правому берегу реки Большой Кинель, на высоте 59 м над уровнем моря. Длина реки — 50 километров, площадь водосборного бассейна — 916 км².

## Притоки
(указано расстояние от устья)
- 7,8 км: Тергала (пр)
- 15 км: Анлы (пр)
- 25 км: Медведка (пр)
- Малый Ключ (лв)
- Петрушин (лв)
- Холодный (пр)
- 34 км: Уйка (Подлесенский) (пр)
- Срубный (лв)

## Этимология
Название, возможно, восходит к чувашскому (не исключено, что и к более древнему — булгарскому) савра, саврашка, саврака (круглый), савран (крутиться), савранаш (поворот, излучина, изгиб).

## Данные водного реестра
По данным государственного водного реестра России относится к Нижневолжскому бассейновому округу, водохозяйственный участок реки — Большой Кинель от истока и до устья, без реки Кутулук от истока до Кутулукского гидроузла. Речной бассейн реки — Волга от верхнего Куйбышевского водохранилища до впадения в Каспий.
Код объекта в государственном водном реестре — 11010000812112100008043.